# Albert van Leusen
Albert van Leusen (Deventer, 2 juni 1872 – Assen, 25 augustus 1938) was een Nederlands fabrikant, graanhandelaar en politicus. Hij was gemeenteraadslid en wethouder te Assen.

## Leven en werk
Van Leusen werd geboren als zoon van tabaksfabrikant Albert Jan van Leusen en Antonia Henriëtta Pothaar. Hij trouwde in 1896 op 23-jarige leeftijd met Willemina Jantina de Waard. Ze kregen twee kinderen, Gerrit Jacob, die hem zou opvolgen in de zaak, en Albert Jan, die arts, radio-presentator, en net als zijn vader, wethouder zou worden. 
In 1896 werd hij ook vennoot in de zaak van zijn schoonvader Gerrit Jacob de Waard. Na de dood van zijn schoonvader in 1900 werden een aantal opeenvolgende (aangetrouwde) familieleden mede-vennoot, maar hij zou meer dan veertig jaar aan het hoofd van de firma blijven staan. Onder zijn leiding verschoof het accent van de firma van productie van graanproducten naar handel in graanproducten.
In 1919 werd hij lid van de gemeenteraad van Assen voor de Vrijzinnig-Democratische Bond en in 1923 zou hij wethouder worden van die partij. Hij zou het blijven tot 1934. De V.D.B. zat in die jaren in Asser politiek in de positie dat ze kon kiezen om te regeren ‘over rechts’ met de A.R.P. of ‘over links’ met de S.D.A.P. In die periode is dan ook met beide partijen geregeerd.
De jaren ‘20 brachten bestuurlijk gezien een hoop veranderingen met zich mee. Het gemeentelijk apparaat transformeerde in deze tijd van een vooral administrerende overheid naar een uitvoerende overheid. Tegelijkertijd bleef het wethoudersschap ondanks het toenemende aantal taken, een part-time functie. Toen van Leusen in 1931 herkozen werd als wethouder, was Nederland inmiddels in een diepe crisis terechtgekomen, welke ook grote gevolgen had voor de financiële positie van de gemeente Assen. Het college van B&W besloot om flink te bezuinigen. Één van deze bezuinigingen zou echter in 1934 leiden tot een wethouderscrisis. Het college wilde een straatbelasting invoeren, maar het voorstel haalde het niet, mede door het ‘overlopen’ van V.D.B.-raadslid J.H. Nathans. Daarop besloot het college haar ontslag aan te bieden. Binnen de V.D.B. werd van Leusen daarbij gepasseerd door de eigen fractievoorzitter M.S. Kalma, die besloot om samen met de oppositie een nieuw college te vormen waarin Kalma zelf wethouder werd. Van Leusen nam daarop ook ontslag als raadslid. Door tijdgenoten werd hij omschreven als een man die weliswaar niet behept was met een sprekerstalent, maar wel een gaaf en eerlijk man, met een grote mate van werkelijkheidsbesef, die met beide benen op de grond stond, en strijdde voor wat er op dat moment haalbaar werd geacht.
Van Leusen was verder actief als voorzitter van de Bouwvereeniging Assen, plaatsvervangend voorzitter van de Raad van Arbeid in Assen, directeur van de N.V. Concerthuis, commissaris van de D.S.M. en E.D.S. en bestuurslid van de plaatselijke Nutsspaarbank.

## Trivia
Van Leusen was ook een groot voorstander van crematie. Hij was in 1916 mede-oprichter en vice-voorzitter van de Asser afdeling van de Nederlandse Vereeniging voor facultatieve lijkverbranding. Bij zijn overlijden was dit echter nog niet mogelijk in Assen. Hij werd gecremeerd in het crematorium Westerveld in Driehuis.  